# Les Femmes des autres
Pour plus de détails, voir Fiche technique et Distribution.
Les Femmes des autres (ou parfois La Repatriée) (titre original : La rimpatriata) est un film italien réalisé par Damiano Damiani, sorti en 1963.

## Synopsis
Cinq meilleurs amis, séparés par la vie, se retrouvent tous ensemble pour quelques jours. Tous âgés d'une quarantaine d'années, ils veulent retrouver, l'espace d'une nuit, le goût de l'insouciance et les plaisirs de leurs soirées adolescentes. Mais, petit à petit, ils ont tous rongés par la nostalgie et les souvenirs, plus ou moins heureux, s’égrènent. La bonne humeur laisse place à une amertume générale...

## Fiche technique
- Titre original : La rimpatriata
- Titre français : Les Femmes des autres ou La Repatriée
- Réalisation : Damiano Damiani
- Scénario : Damiano Damiani, Ugo Liberatore, Vittoriano Petrilli et Enrico Ribulsi
- Photographie : Alessandro D'Eva
- Musique : Roberto Nicolosi
- Pays d'origine :  Italie
- Format : Noir et blanc - Mono
- Durée : 110 minutes
- Date de sortie : 
  - Allemagne de l'Ouest : 28 juin 1963 (Berlin International Film Festival)
  - Italie : 19 septembre 1963 (Turin)
  - France : 4 novembre 1964[1]
- Affiche : Jean Mascii (France)

## Distribution
- Walter Chiari (VF : Serge Lhorca) : Cesarino
- Letícia Román : Carla
- Francisco Rabal (VF : Bernard Noël) : Alberto
- Riccardo Garrone : Sandrino
- Dominique Boschero (VF : Michèle Bardollet) : Tina
- Mino Guerrini : Nino
- Paul Guers : Livio
- Gastone Moschin (VF : Henry Djanik) : Jimmy Toro
- Jacqueline Pierreux : Lara